# Хлопковская колония серых цапель
Хлопковская колония серых цапель — памятник природы регионального (областного) значения Московской области, который включает ценные в экологическом, научном и эстетическом отношении природные комплексы и объекты, нуждающиеся в особой охране для сохранения их естественного состояния:
- ценные объекты природы (колония птиц);
- места обитания редких видов животных, занесенных в Красную книгу Московской области.

Памятник природы основан в 1987 году. Местонахождение: Московская область, городской округ Воскресенск, городское поселение Воскресенск, примыкает к северо-восточной околице деревни Маришкино, к югу от автомобильной дороги Чемодурово — Маришкино. Для предотвращения неблагоприятных антропогенных воздействий на памятник природы на прилегающих к нему территориях создана охранная зона, расположенная на двух участках, разделенных автодорогой Чемодурово — Маришкино: участок I (юго-восточный) примыкает с востока к деревне Маришкино и расположен к югу от автомобильной дороги Чемодурово — Маришкино, участок II (северо-западный) расположен к северу от неё. Площадь памятника природы составляет 5,2 га. Общая площадь охранной зоны памятника природы составляет 42,74 га (участок I — 40,82 га, участок II — 1,92 га). Памятник природы включает участок сосновых насаждений в северо-западной части квартала 2 Воскресенского участкового лесничества Виноградовского лесничества.

## Описание
Территория памятника природы располагается в западной окраине Мещерской низменности восточнее устья реки Нерской. Памятник природы приурочен к зоне формирования водноледниковых, древнеаллювиально-водноледниковых (долинно-зандровых) и древнеаллювиальных (надпойменных террас) слабоволнистых и плоских ступенчатых равнин в нижнем течении реки Москвы. Кровля дочетвертичных пород местности представлена известняками верхнего карбона.
Памятник природы расположен на абсолютных высотах около 115,5—117 м над уровнем моря. Территория приурочена к слабоволнистой поверхности первой надпойменной террасы реки Москвы, уклоны которой составляют здесь 1—2°. Поверхности террасной площадки сложены песчано-супесчаными отложениями.
Гидрологический сток территории направлен в обводной канал, в настоящий момент являющийся основным руслом реки Нерской (левый приток реки Москвы) в её нижнем течении. Постоянные водотоки на территории памятника природы отсутствуют.
Почвенный покров памятника природы представлен дерново-подзолами и дерново-подзолами глеевыми, сформировавшимися на отложениях легкого механического состава.

### Флора и растительность
Территория памятника природы занята старовозрастными лесокультурами сосны, в том числе с березой и кленом кустарниковыми широкотравными.
Гнезда цапель располагаются на высоких старых соснах на участке с сосновыми посадками с примесью березы, подростом из березы, осины, дуба и клёна. В кустарниковом ярусе доминирует бересклет бородавчатый около 1 м высотой. Возраст сосен около 80 лет, диаметр стволов — более 40—45 см.
В травяном покрове под гнездами цапель доминирует недотрога мелкоцветковая, местами образуя почти сомкнутый полог. В отдельных местах преобладает звездчатка жестколистная. Здесь также произрастают: осока волосистая, очиток большой, копытень европейский, будра плющевидная, крапива двудомная, ландыш майский, чистотел большой.
На соседних участках представлены культуры сосны с участием березы с единичными кленами, выходящими во второй ярус. Диаметр стволов березы 30—40 см, клёна — от 6 до 16 см. Кустарниковый ярус составляют бересклет бородавчатый, жимолость лесная и лещина обыкновенная, достигающая высоты 2—3 м. Травяной ярус представлен будрой плющевидной, ландышем майским (вид растений, являющийся редким и уязвимым таксоном, не включенный в Красную книгу Московской области, но нуждающийся на территории области в постоянном контроле и наблюдении), крапивой двудомной, щитовниками мужским и картузианским. Местами доминирует сныть.

### Фауна
Животный мир памятника природы типичен для сообществ широколиственно-сосновых лесов востока Московской области и обогащен отдельными видами водно-болотных угодий. На территории памятника природы обитают не менее 45 видов позвоночных животных, в том числе один вид амфибий, 37 видов птиц и семь видов млекопитающие.
Основу фаунистического комплекса наземных позвоночных животных составляют виды, характерные для хвойных и смешанных лесов Нечернозёмного центра России. На территории памятника природы выделяются два основных зоокомплекса (зооформации): смешанных лесов и лугово-опушечных местообитаний.
Зооформация смешанных лесов распространена на всей территории памятника природы. В старых культурах сосны с примесью лиственных деревьев и густым подростом широколиственных пород, занимающих большую часть памятника природы, обитают следующие виды млекопитающих: обыкновенный крот, обыкновенная лисица, заяц-беляк, рыжая полевка, обыкновенная белка. Лесные участки посещаются также крупными копытными — лосем и кабаном. Среди птиц в этих местообитаниях встречаются: большой пестрый дятел, желна, обыкновенная кукушка, сойка, ворон, зяблик, обыкновенный поползень, зарянка, соловей, чёрный дрозд, рябинник, белобровик, певчий дрозд, зелёная пересмешка, пеночка-трещотка, пеночка-теньковка, пеночка-весничка, зелёная пеночка, славка-черноголовка, снегирь, большая синица, буроголовая гаичка, обыкновенная лазоревка, серая мухоловка, малая мухоловка, мухоловка-пеструшка. Амфибии представлены здесь травяной лягушкой. Именно в этих лесах памятника природы, на участке, где сосновые культуры имеют значительную примесь осины и дуба, встречается белоспинный дятел — вид, занесенный в Красную книгу Московской области. Также здесь по светлым участкам леса встречается редкий вид бабочек — краеглазка, или буроглазка, эгерия, занесенный в Красную книгу Московской области.
Зооформация лугово-опушечных местообитаний связана в своем распространении с опушками территории и представлена следующими видами: обыкновенный крот, лесной конек, белая трясогузка, серая славка, щегол, зеленушка, обыкновенная овсянка, обыкновенная сорока, тетеревятник, канюк.
Главным объектом охраны памятника природы является гнездовая колония серых цапель, расположенная на участке сосновых насаждений.
В настоящее время колония насчитывает 128 жилых гнезд и находится в хорошем состоянии. Гнезда цапель расположены главным образом на соснах (103 гнезда).
По данным многолетних орнитологических учётов колония росла с 21 гнезда в 1979 году до 44 гнезд в 1986 году, в 1990-х годах её численность держалась примерно на уровне 100 гнезд, резко увеличившись в 1999 году, когда было зафиксировано 188 гнезд. В 2002 году было учтено 165 гнезд. В настоящее время численность несколько снизилась по сравнению с началом 2000-х годов, но остается по-прежнему высокой. В последние годы в весенний период вместе с серыми цалями ночевать на колонию из соседней Виноградовской поймы прилетают большие белые цапли — крайне редкий и уязвимый пролётный вид Московской области.

### Охранная зона
Территория охранной зоны памятника природы приурочена к зоне формирования водноледниковых, древнеаллювиально-водноледниковых (долинно-зандровых) и древнеаллювиальных (надпойменных террас) слабоволнистых и плоских ступенчатых равнин в нижнем течении реки Москвы. Кровля дочетвертичных пород местности представлена известняками верхнего карбона.
Участок I охранной зоны памятника природы расположен на абсолютных высотах около 115,5—119 м над уровнем моря. Территория включает слабоволнистые субгоризонтальные и пологонаклонные поверхности первой (западная часть участка) и второй (восточная часть участка) надпойменных террас реки Москвы, уклоны которых составляют здесь 1—3°. Участок II занимает фрагмент площадки первой надпойменной террасы на высоте около 116 м над уровнем моря.
В пределах охранной зоны выделяются относительно возвышенные плоские участки террасных равнин, а также пониженные ложбины и западины, в том числе переувлажненные. Одно из таких понижений в центральной части участка I занято черноольшаником с низинным болотом. Поверхности террас сложены песчано-супесчаными отложениями, местами перекрытыми алевритами.
Гидрологический сток территории охранной зоны направлен на запад в обводной канал, в настоящий момент являющийся основным руслом реки Нерской. Постоянные водотоки на территории охранной зоны памятника природы отсутствуют.
Почвенный покров охранной зоны памятника природы представлен дерново-подзолами на возвышенных участках террасных равнин, дерново-подзолами глеевыми по незначительным понижениям, в переувлажненных ложбинах и западинах образовались перегнойно-глеевые почвы. Под сырым черноольшаником в центральной части участка I сформировались гумусово-глеевые почвы.
На участке I охранной зоны памятника природы встречаются участки молодого липняка лещинового широкотравного, старого березово-осинового леса со значительной примесью дуба, клёна и липы, а также черноольшаник влажнотравный и низинное болото.
Участок молодого липняка с отдельными старыми березами примыкает к границам памятника природы. Диаметр березы — более 40 см, липы — 14—17 см. Сомкнутость крон составляет 0,6—0,8. В подросте присутствуют клен и липа, а в подлеске много лещины, бересклета бородавчатого отмечены рябина, яблоня лесная и жимолость лесная. В травяном покрове преобладают: звездчатка жестколистная, копытень европейский, местами — зеленчук жёлтый и ландыш майский, растут также костяника, купырь лесной, гравилат городской, вейник тростниковидный, чина весенняя, осока пальчатая, лютик кашубский, гнездовка настоящая (редкий и уязвимый вид, не включенный в Красную книгу Московской области, но нуждающийся на территории области в постоянном контроле и наблюдении) и другие виды. Моховой покров составляет менее 10 %, доминирует плеврозиум Шребера. Отмечен экземпляр старого, усыхающего сломанного вяза.
В центральной части квартала находится низинное болото с высокими болотными кочками и приствольными повышениями. Пространство между кочками обычно заполнено водой. Здесь отмечены осоки острая и дернистая, вех ядовитый, калужница болотная, таволга вязолистная, норичник шишковатый, вейник сероватый, тиселинум болотный, зюзник европейский, горец сладко-горький и др. По краю болота расположен сырой черноольшаник с черемухой, ивами ушастой и мирзинолистной, шиповником собачьим, смородиной чёрной, гравилатом речным, норичником шишковатым, крапивой двудомной, лютиком ползучим, вербейником обыкновенным.
По периферии понижения с болотом и черноольшаником расположены участки старого березово-осинового леса со значительной примесью дуба, клёна и липы. Диаметр крупных деревьев дуба 45—50 см, осины — 35—40 см. В подросте — дуб и ель. В травяном покрове доминируют дубравные виды: медуница неясная, лютик кашубский, звездчатка жестколистная, сныть, а также встречаются живучка ползучая, вербейник монетчатый, чина весенняя, ландыш и лютик ползучий, лапчатка прямостоячая, щучка дернистая, вороний глаз, хвощ лесной, голокучник Линнея и другие. Здесь в двух местах на старых березах и осинах обнаружен редкий мох, занесенный в Красную книгу Московской области — некера перистая.
Небольшой участок II занят преимущественно трансформированными культурами сосны с участием березняков и с примесью дуба.
Природные сообщества охранной зоны памятника природы, такие как липовые леса с кленом и дубом кустарниковые широкотравные, старый березово-осиновый лес со значительной примесью дуба, клёна и липы, черноольшаник влажнотравный и низинное болото, помимо выполнения своих буферных функций имеют большую природоохранную ценность сами по себе, поэтому в перспективе следует рассмотреть возможность включения данных сообществ в территорию памятника природы.
Животный мир охранной зоны типичен для широколиственных и смешанных лесов Московской области. На территории охранной зоны памятника природы встречается один вид амфибий, 37 видов птиц и семь видов млекопитающих. Ввиду того, что памятник природы и его охранная зона составляют единый природный объект, здесь встречаются все те же виды, что отмечены на территории самого памятника природы, но частота встречаемости некоторых из них в границах этих территорий несколько отличается. Так, лоси и кабаны держатся в основном в границах участка I охранной зоны, здесь же находятся наиболее благоприятные местообитания для белоспинного дятла — участки чистых осинников и старых широколиственных лесов. С другой стороны, большие белые и серые цапли на территории охранной зоны встречаются редко. Такие виды, как снегирь и буроголовая гаичка также предпочитают держаться в сосняках территории памятника природы, а также на участке II охранной зоны.

## Объекты особой охраны памятника природы
Охраняемые природные комплексы: старовозрастные сосновые насаждения с берёзой и клёном кустарниковые широкотравные с отдельными деревьями, на которых расположены гнезда птиц.
Ценный объект природы: гнездовая колония серых цапель.
Вид растений, являющийся редким и уязвимым таксоном, не включённый в Красную книгу Московской области, но нуждающийся на территории области в постоянном контроле и наблюдении: ландыш майский.
Охраняемые в Московской области, а также иные редкие виды животных и их местообитания:
- виды, занесенные в Красную книгу Московской области: белоспинный дятел, краеглазка, или буроглазка, эгерия, некра перистая;
- иные редкие виды: большая белая цапля.